# Айгунський договір

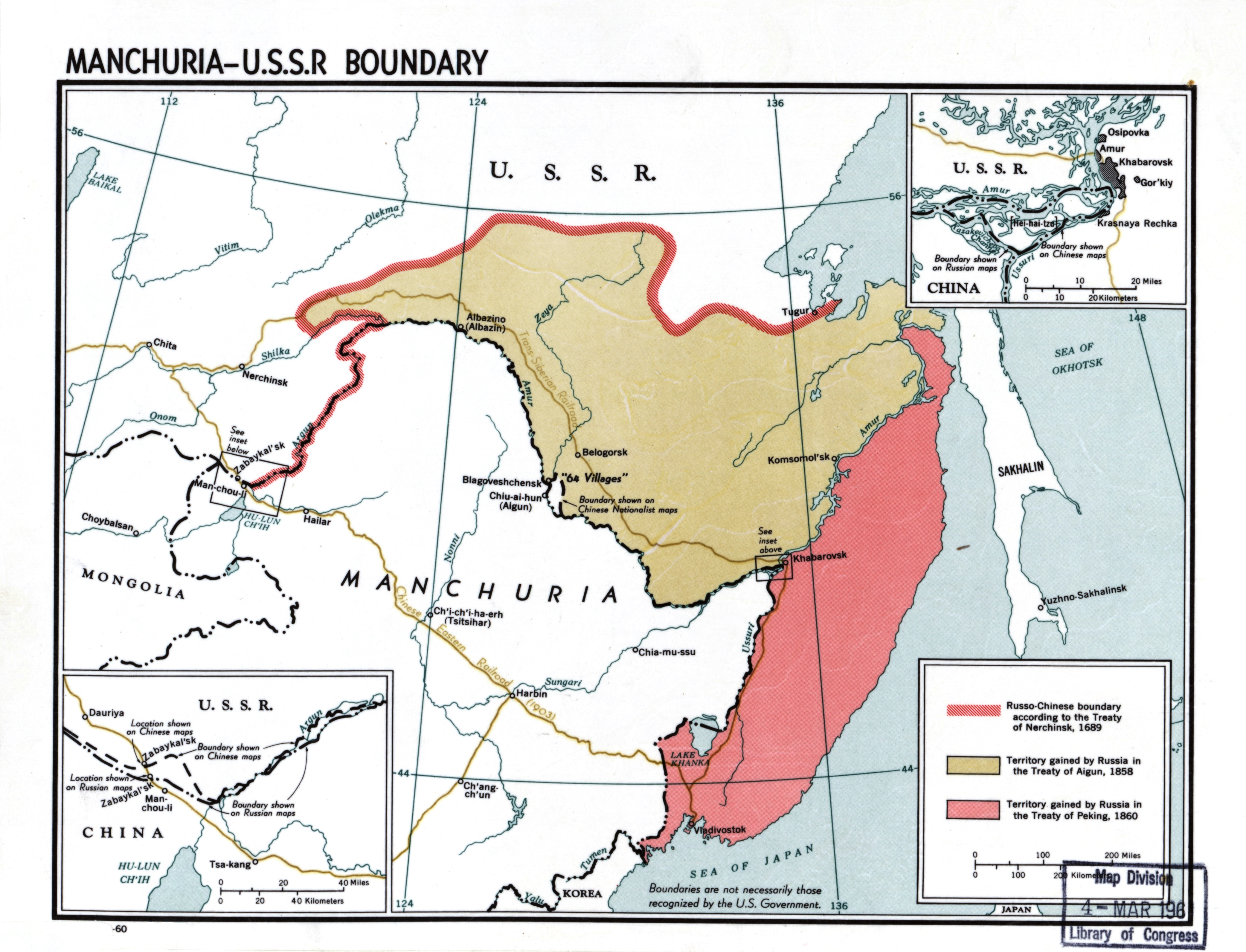
Надбання Росії за договором
Надбання Росії за Пекінською угодою 1860 року

Айгу́нський до́говір (кит.: 璦琿条約) — договір між Російською імперією та маньчжурською династією Цін, що правила Китаєм. Підписаний 16 травня 1858 року в місті Айгун провінції Хейлунцзян. Визнав за росіянами право володіти частиною Північної Маньчжурії (Західне Примор'я) й затверджував російсько-цінський кордон по річці Амур (Хейлун).

## Опис
Договір підписали Муравйов-Амурський та Айсіньгьоро Ішань. Ослаблення Китаю та посилення агресії інших іноземних держав спонукало Росію до подальших колоніальних загарбань — захоплення Приамур'я та Примор'я. Амурська експедиція 1849—1855 років та колонізація Приамур'я розпочата в 50-і роки XIX століття за ініціативою Муравйова підготували це загарбання. Сам перехід земель від Китаю до Росії відбувся мирно — в результаті дипломатичних переговорів.
За Айгунським договором Китай визнавав перехід до Росії лівого берега Амуру від річки Аргунь і до гирла (Росії було повернено землі, що відійшли до Китаю згідно з Нерчинським договором 1689). Правий берег до Уссурі залишався китайським. Землі між Уссурі та морем до розмежування мали бути спільним російсько-китайським володінням. Плавання річками Амур, Сунгарі, Уссурі дозволялося лише китайським та російським кораблям. Дозволялася взаємна торгівля між китайським та російським населенням. Маньжурські поселення на лівому березі Амуру залишалися в підпорядкуванні китайського уряду. Незабаром проведений за результатами цього договору кордон в Уссурійському краї затверджено Пекінським договором 1860 року.